# IGuzzini
IGuzzini je italská firma vyrábějící architektonické osvětlení. Byla založena v roce 1959. Sídlí ve městě Recanati a působí ve více než 20 zemích na 5 kontinentech. Od roku 2019 je iGuzzini součástí skupiny Fagerhult.

## Ocenění
- Compasso d'Oro ADI (Nuvola, 1998; Shuttle, 1989), Compasso d'Oro ADI koncernovým společnostem (1991), Compasso d'Oro ADI za kariéru Adolfu Guzzinimu (2018)[1]
- Cena Leonardo 2017 pro Adolfa Guzziniho[2]
- National Award for Innovation - Award of Awards 2018 (Stage LV)
- Nejlepší zaměstnavatelé Itálie  (2017, 2018, 2019, 2020, 2021)[3]
- Ocenění Deloitte Best Managed Companies  (2018)[4]
- Stříbrná medaile EcoVadis (2021)
- „Bronzová úroveň“ World Class Manufacturing (2021)
- iF Design[5], Red Dot Design[6] , ADI Design Index[7], German Design Award[8], Lighting Design Awards, Lux Awards